# Polyancora globosa
Polyancora globosa är en svampart som beskrevs av Voglmayr & Yule 2006. Polyancora globosa ingår i släktet Polyancora, ordningen kolkärnsvampar, klassen Sordariomycetes, divisionen sporsäcksvampar och riket svampar.   Inga underarter finns listade i Catalogue of Life.